# Kahukura
Kahukura és un cràter sobre la superfície del planeta nan Ceres, situat amb el sistema de coordenades planetocèntriques a 61.8 ° de latitud nord i 222.3 ° de longitud est. Fa un diàmetre de 6.3 km. El nom va ser fet oficial per la UAI l'11 d'agost del 2017 i fa referència a Kahukura, déu dels cultius de moniato de la cultura maorí.